# Gjert Andersen
Pour les articles homonymes, voir Andersen.
Gjert Andersen, né le 17 mars 1947 à Bærum, est un coureur norvégien du combiné nordique, dont la spécialité est le saut à ski.

## Biographie
Représentant le club Stabæk IF dans sa ville natale Bærum, il se classe deuxième en combiné du Festival de ski de Holmenkollen en 1968, derrière l'Américain John Bower et troisième en 1972, ainsi que deuxième en saut à ski en 1969. Aux Jeux olympiques d'hiver de 1968, pour sa première sélection, il se classe 40e.
Lors des Jeux olympiques de Sapporo, quatre ans plus tard, il améliore ce résultat avec une 23e place.
Son point fort est le saut, détenant le record du tremplin Holmenkollbakken en 1968.

## Palmarès

### Jeux olympiques
| Épreuve / Édition | Grenoble 1968 | Sapporo 1972 |
| Individuel        | 40e           | 23e          |

### Championnats du monde
| Épreuve / Édition | Vaysoke Tatra 1970 |
| Individuel        | 23e                |